# Srnava
Srnava (cyr. Срнава) – wieś w Bośni i Hercegowinie, w Republice Serbskiej, w gminie Vukosavlje. W 2013 roku liczyła 183 mieszkańców.